# 池田功
池田 功（いけだ いさお、1957年 - ）は、日本近代文学研究者。専門は石川啄木研究。学位は、文学博士（明治大学・論文博士・2006年）（学位論文「石川啄木 国際性への視座」）。明治大学政治経済学部・明治大学大学院教養デザイン研究科教授。

## 略歴
新潟県上越市吉川区生まれ。1981年明治大学文学部文学科卒。1991年同大学院文学研究科博士後期課程単位取得退学。1988-1990年韓国・東国大学校招聘特別専任講師。1992年明治大学政治経済学部専任講師、1995年助教授、2001年教授。2003-2005年ドイツ・フライブルク大学及びボン大学日本文化研究所客員研究員。
2006年「石川啄木 国際性への視座」で明治大学より文学博士の学位を取得。2010年明治大学大学院教養デザイン研究科教授。事務局長、副会長を経て2015年4月より第7代目の国際啄木学会会長。2018年8月～9月国際交流基金の派遣によりインド・デリー大学大学院客員教授。
日本現代詩人会会員、「詩と思想」（土曜美術社出版販売）編集参与、「りとむ」短歌会所属

## 単著
- 『若き日本文学研究者の韓国』武蔵野書房、1992
- 『石川啄木 国際性への視座』おうふう、2006
- 『こころの病の文化史』おうふう、2006
- 『石川啄木 その散文と思想』世界思想社、明治大学人文科学研究所叢書、2008
- 『新版　こころの病の文化史』おうふう、2008
- 『啄木日記を読む』新日本出版社、2011
- 『啄木　新しき明日の考察』新日本出版社、2012
- 『石川啄木入門』桜出版、2014
- 『啄木の手紙を読む』新日本出版社、2016

＜詩歌集＞
・詩集『我が一九八八年ー韓国・慶州にてー』韓国・聖学社、1989
・詩集『新しき明日へ』土曜美術社出版販売、2023
・第一歌集『ゲルマンの道』角川書店、2023(りとむコレクション131)
編著
- 『世界は啄木短歌をどう受容したか』桜出版、2019

### 共編著
- 『明治の職業往来 名作に描かれた明治人の生活』上田博共編、世界思想社、2007
- 『小説の中の先生』上田博、前芝憲一共編、おうふう、2008
- 『「職業」の発見 転職の時代のために』上田博共編、世界思想社、2009
- 『木下杢太郎の世界へ』上田博、木内英実、古澤夕起子共編、おうふう、2012